# Night Calls
Night Calls – trzynasty album muzyczny Joego Cockera, wydany w roku 1991. Są trzy różne wydania tego albumu, każdy z nich zawiera inne utwory.

## Lista utworów
Wersja europejska (1991)
1. „Love Is Alive” (Gary Wright) – 3:57
2. „Little Bit of Love” (Paul Rodgers, Paul Kossoff, Simon Kirke, Andy Fraser- 2:28
3. „Please No More” (Greg Hansen, David Egan) – 5:28
4. „There’s a Storm Coming” (John Hadley, Wally Wilson) – 4:08
5. „You've Got to Hide Your Love Away” (John Lennon, Paul McCartney) – 5:03
6. „I Can Hear the River” (Don Dixon) – 4:51
7. „Don’t Let the Sun Go Down on Me” (Elton John, Bernie Taupin) – 5:30
8. „Night Calls” (Jeff Lynne) – 3:28
9. „Five Women” (Prince) – 5:34
10. „Can’t Find My Way Home” (Steve Winwood) – 3:29
11. „Not Too Young to Die of a Broken Heart” (Brent Bourgeois) – 4:19
12. „Out of the Rain” (Tony Joe White) -4:38

Wersja amerykańska (1992)
1. „Feels Like Forever” (Bryan Adams, Diane Warren) – 4:43
2. „I Can Hear the River” (Don Dixon) – 3:42
3. „Now That the Magic Has Gone” (John Miles) – 4:42
4. „Can’t Find My Way Home” (Steve Winwood) – 3:29
5. „Night Calls” (Jeff Lynne) – 3:28
6. „Don’t Let the Sun Go Down on Me” (Elton John, Bernie Taupin) – 5:30
7. „Love Is Alive” (Gary Wright) – 3:57
8. „Five Women” (Prince) – 5:35
9. „Please No More” (Greg Hansen, David Egan) – 5:28
10. „Out of the Rain” (Tony Joe White) – 4:38
11. „You’ve Got to Hide Your Love Away” (John Lennon, Paul McCartney) – 5:03
12. „When a Woman Cries” (Joshua Kadison) – 4:17

Wersja DTS (1998)
1. „I Can Hear The River”
2. „There’s A Storm Coming”
3. „Can’t Find My Way Home”
4. „Night Calls”
5. „Don’t Let The Sun Go Down On Me”
6. „Five Women”
7. „Please No More”
8. „Out Of The Rain”
9. „You’ve Got To Hide Your Love Away”
10. „Little Bit Of Love”

## Skład
- Joe Cocker – wokal
- Jeff Lynne – produkcja
- Mike Campbell – gitara
- Phil Grande – gitara
- Danny Kortchmar – gitara, produkcja
- T.M. Stevens – gitara basowa
- Neil Stubenhaus – gitara basowa
- Rory Kaplan – instrumenty klawiszowe
- Ian McLagan – organy Hammonda
- John Miles – organy Hammonda, tamburyn, wokal wspierający
- David Paich – instrumenty klawiszowe
- Greg Phillinganes – instrumenty klawiszowe
- Chris Stainton – pianino
- Benmont Tench – organy Hammonda
- Deric Dyer – saksofon
- Mike Baird – perkusja
- Steve Holley – perkusja, tamburyn
- Jim Keltner – perkusja
- Alex Acuña – instrumenty perkusyjne
- Sydney Davis – wokal wspierający
- Marti Jones – wokal wspierający
- New Life Community Choir – wokal wspierający
- Maxine Sharp – wokal wspierający
- The Water Sisters – wokal wspierający

## Certyfikaty
| Region          | Certyfikat | Liczba sprzedanych albumów |
| --------------- | ---------- | -------------------------- |
| Austria         | Złoto      | 25 000                     |
| Francja         | 2 x złoto  | 200 000                    |
| Niemcy          | Platyna    | 500 000                    |
| Szwajcaria      | Złoto      | 25 000                     |
| Wielka Brytania | Srebro     | 60 000                     |